# 里布涅 (科索夫區)
48°21′9″N 25°16′55″E / 48.35250°N 25.28194°E
里布涅（烏克蘭語：Рибне），是烏克蘭的村落，位於該國西部伊萬諾-弗蘭科夫斯克州，由科索夫區負責管轄，始建於1448年，面積11.04平方公里，2001年人口1,219，人口密度每平方公里110.4人。